# Olene
Olene is een geslacht van vlinders van de familie spinneruilen (Erebidae), uit de onderfamilie Lymantriinae.

## Soorten
- O. basalis (Walker, 1855)
- O. dalbergiae Moore, 1888
- O. dudgeoni Swinhoe, 1907
- O. hypersceles Collenette, 1932
- O. inclusa Walker, 1856
- O. mendosa Hübner, 1823
- O. ruficosta (Bethune-Baker, 1911)